# Square du Maquis-de-Saffré
Le square du Maquis-de-Saffré est un espace vert de Nantes, en France

## Situation et accès
Située dans le quartier Hauts-Pavés - Saint-Félix, à la limite des quartiers centre-ville (au sud) et Malakoff - Saint-Donatien (à l'est), il s'étend le long de l'Erdre, en contrebas et dans le prolongement du cours Saint-André dont il est séparé par le quai Ceineray.
Le square du Maquis-de-Saffré est rectangulaire, son extrémité nord se présente sous une forme semi-circulaire. Cet espace vert couvre 3 000 m2 de surface. Il est bordé à l'est par la rue Sully, au sud par le quai Ceineray, à l'ouest par l'Erdre et au nord par la place de la Bonde (laquelle donne accès au pont Saint-Mihiel). 
Il est bordé par deux rangées de 32 magnolias à fleurs jaunes (remplaçant les érables boules au feuillage dense qui assombrissaient le parc). Des haies de camélias rose fuchsia et 6 hêtres ont aussi été plantés.

## Origine du nom
Il rend hommage au principal maquis de résistants de la région : le maquis de Saffré.

## Historique
Les premières traces d'activité humaine remontent au Moyen Âge, mais aucune construction ne semble avoir été établie sur le site avant le XVIIIe siècle.

### Premiers aménagements
Avant le milieu du XIXe siècle, le site n'est pas urbanisé. Situé dans le prolongement de la motte Saint-André, il est longtemps couvert par une zone marécageuse. Après l'aménagement des cours Saint-Pierre et Saint-André commencés en 1720 et achevés par Jean-Baptiste Ceineray en 1763, il apparaît successivement aménagé en hémicycle (plan de 1857), en triangle allongé dont la base est au sud (plan de 1860), en carré (plan de 1892), sur environ un quart de la surface actuelle du square, dans sa partie haute, puis en triangle dont la base est au nord-ouest (plan de 1918).
Le buste du général Edmond Buat (1868-1923), nommé à ce grade lors de la Première Guerre mondiale, est installé sur une stèle dans le bas du square, et inauguré, le 10 juillet 1927, par le Maréchal Pétain, en présence d'Alexandre Millerand, ancien président de la République. Le 1er octobre 1932, le buste est transféré devant l'entrée principale de la caserne Mellinet, place du 51e-Régiment-d'Artillerie.
Le percement du tunnel Saint-Félix par lequel s'écoule l'Erdre détournée dans le cadre des comblements des années 1920-1930, incite au réaménagement du square qui, amputé de sa partie ouest par le creusement du nouveau lit de l'Erdre à l'entrée du tunnel, est désormais aligné dans l'axe du cours Saint-André, le long de la rue Sully.

### Réalisation d'Étienne Coutan
L'architecte Étienne Coutan (1875-1963), responsable entre 1911 et 1940 de la direction des « services de plantations, de l'esthétique urbaine et de l'architecture » de la ville de Nantes, est chargé des travaux. Il œuvre dans un souci de « simplicité formelle », et en choisissant de donner un caractère local à ses réalisations, notamment en ce qui concerne le choix des matériaux. Le square étant installé sur un terrain présentant une déclivité marquée, Coutan choisit d'atténuer cet effet de pente au moyen d'une succession de terrasses. Le long du quai bordant l'Erdre, un mur de pierre soutient le terrassement ; son dessin souligne la pente. Le jardin, orienté nord-sud, est peu fermé, par des murets et par deux rangées d'arbres et de haies qui l'isolent à l'est de la circulation automobile. Il offre une perspective sur le monument aux morts situé à l'extrémité du cours Saint-André.
Le square est achevé en 1934, et n'est modifié avant 2014.
En 1937, le conseil municipal conduit par Léopold Cassegrain décide d'installer la statue La Délivrance dans le « square Saint-André ». Cette œuvre, installée dix ans plus tôt en face du monument aux morts de la guerre de 1914-1918 situé face à l'entrée Sud du square, avait aussitôt été endommagée par un groupe d'activistes, et retirée. La statue restaurée est dressée le 26 octobre 1937, sur un socle de granit de 6 mètres de haut, à une centaine de mètres de son emplacement initial. En 1942, sous l'occupation allemande lors de la Seconde Guerre mondiale, la statue est de nouveau descendue, devant la menace d'une réquisition pour en récupérer le métal. Elle est alors stockée dans un chantier du quartier de la Moutonnerie. Restaurée en 1980, elle n'est pas réinstallée dans le square, mais sur l'extrémité est de l'Île de Nantes, à l'angle sud-est de l'hôtel de région des Pays de la Loire. Le socle reste en place dans le square du Maquis-de-Saffré.
Sur les plans des archives de Nantes, l'emplacement est dénommé « place du Cours-Saint-André », ou « square Sully ». Avant sa refonte dans les années 1930, le lieu porte de nom de « square Ceineray », du nom de l'architecte Jean-Baptiste Ceineray (1722-1811), auteur de l'hôtel de préfecture de la Loire-Atlantique tout proche. En 1934, le square est de nouveau baptisé « square Saint-André ». Après la Seconde Guerre mondiale, l'esplanade est baptisée de son nom actuel.
En 2012, le site est utilisé dans le cadre du festival Aux heures d'été, un « village imaginaire » y étant installé.

### Réaménagement (2014-2017)

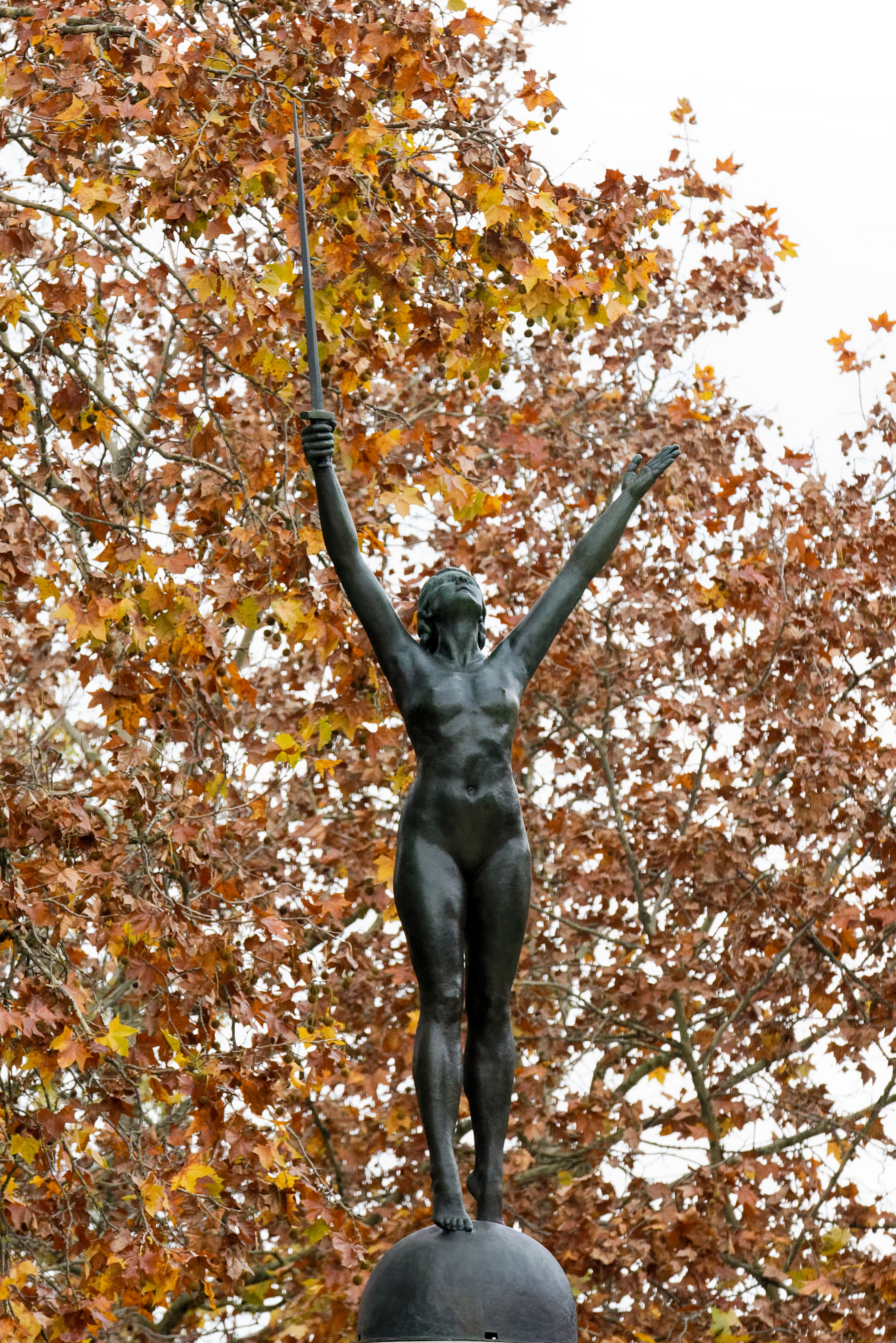
La Délivrance

En septembre 2014 ont été entrepris des travaux de construction d'un bassin de stockage et de restitution des eaux usées situé sous le square,. Ce chantier, d'une durée annoncée de 2 ans,, est précédé de fouilles archéologiques, qui ne permettent pas de découverte marquante, seule quelques pièces en cuir, dont une semelle de poulaine datant du Moyen Âge, ont été mises au jour. La présence d'une cavité creusée dans le sol et de cornes de bovidés permettent de déduire que des activités de boucherie ou de tannerie étaient installées sur le site. D'autres recherches, paléoenvironnementales, sont menées.
Au terme des fouilles, le but est de créer un nouvel aménagement paysager pour cet espace vert qui n'avait jamais été modifié depuis 1934,. La principale nouveauté, invisible, se trouve sous le square : 80 cm sous le terrassement, un bassin d'une capacité de 6 000 m3, qui offre la possibilité de limiter les déversements d'eaux usées et pluviales, ainsi que d'améliorer la qualité de l'eau de l'Erdre. Pour supporter le poids de l'eau, il faut ancrer la construction sur la roche qui se trouve à 30 mètres de profondeur sous le sol limoneux. Les déblais sont évacués au moyen de la péniche baptisée Maurice, pour éviter les nuisances provoquées par les passages des camions en centre-ville, les estimations établissant leur nombre théorique à 1 600. L'installation de ce bassin a coûté 9,7 millions d'euros, tandis que l'aménagement du square en surface représente un investissement de 260 000 euros.
À la suite de nombreuses démarches effectuées en 2013 auprès de la mairie, notamment par André Burgaudeau, ancien conseiller municipal sous la municipalité Chénard, la ville de Nantes étudie également la possibilité d'un retour de la statue de La Délivrance dans le square.
Le square est de nouveau ouvert au public le mercredi 24 mai 2017. Sa configuration reste très proche de l'aménagement réalisé par Étienne Coutan. Des arbres à fleurs ont remplacé les érables, des parterres de sable ont été préférés à la pelouse pour occuper l'allée en gradins centrale, et des bancs, tables et chaises fixes ont été installés côté Erdre,. Le retour de la statue de La Délivrance à l'emplacement qu'elle occupait entre 1937 et 1942 est prévu pour le 11 novembre 2018, c'est-à-dire pour le centenaire de l'armistice de 1918. La statue rénovée est reposée sur son socle d'origine le 3 novembre 2018, cette fois-ci tournée face aux tables mémoriales du monument aux morts et non plus lui tournant le dos.